# Bedretto
Bedretto (lmo. Bidree, Büdree) – miejscowość i gmina w południowej Szwajcarii, w kantonie Ticino, w okręgu (distretto) Leventina, w powiecie (circolo) Airolo.  

## Demografia
W Bedretto mieszka 101 osób. W 2021 roku 7,9% populacji gminy stanowiły osoby urodzone poza Szwajcarią. 

## Transport
Przez teren gminy przebiega droga główna nr 413.